# Семёновка (Николаевская область)
Семёновка (укр. Семенівка, до 2016 г. — Червоный Орач) — посёлок в Первомайском районе Николаевской области Украины.
Основан в 1750 году. Население по переписи 2001 года составляло 256 человек. Почтовый индекс — 55108. Телефонный код — 5133. Занимает площадь 0,99 км².

## Местный совет
55101, Николаевская обл., Первомайский район, с. Кривое Озеро Второе, ул. Горького, 249